# 麥當納維爾 (伊利諾伊州)
麥當娜維爾（英語：Madonnaville）是位於美國伊利諾伊州門羅縣的一個非建制地區。該地的面積和人口皆未知。

## 地理
麥當娜維爾的座標為38°15′54″N 90°14′48″W / 38.26500°N 90.24667°W，而該地的平均海拔高度為223米（即731英尺）。